# Puerto Cortés
Puerto Cortés è un comune dell'Honduras situato sul golfo dell'Honduras e facente parte del dipartimento di Cortés. È il principale porto honduregno sulla costa atlantica.
Il comune venne istituito nel 1882.

## Storia
La città fu fondata nel 1524 dal capitano Gil González Dávila, con il nome di Villa de la Natividad de Nuestra Señora, nella zona oggi conosciuta come “Cienaguita”. Nel 1526 dopo aver percorso via terra quasi tutta la distanza dal Messico, Hernán Cortés arrivò via mare per affrontare il capitano González Dávila. A causa di una tempesta, egli rischiò di naufragare e nella tormenta perse 17 cavalli. Per questa ragione ribattezzò il luogo Puerto Caballos. Nel 1590, Battista Antonelli progettò una rotta terrestre tra il golfo di Fonseca e Puerto Caballos su richiesta del re; questa rotta e le sue difese non furono costruite a causa dei costi elevati. Nel 1603 Christopher Newport occupò brevemente la città durante la battaglia di Puerto Caballos, parte della guerra anglo-spagnola. Acquisì il nome attuale il 5 marzo 1869, durante la presidenza generale José María Medina, mentre il comune fu istituito il 3 aprile 1882. 
La località in quanto tale non rivestì mai una grande importanza per i colonizzatori spagnoli, poiché la maggior parte del suo territorio circostante era paludoso e soggetto alle scorrerie dei pirati. La cittadina, ed in particolare il suo porto, iniziò ad acquisire una certa importanza nella seconda metà del XIX secolo, quando la regione divenne un primo centro di produzione di banane in Honduras. Per facilitare l'esportazione delle banane, furono appositamente costruite delle ferrovie che collegavano le piantagioni della United Fruit Company situate nell'interno con il porto di Puerto Cortés.

## Sport

### Calcio
La principale società calcistica della città è il Platense, che disputa le sue partite interne presso lo stadio Excélsior.